# 펜탁스 K-7
펜탁스 K-7(Pentax K-7)은 2009년 5월에 발표된 디지털 SLR이다. 35mm 기준 1.5크롭 APS-C 규격의 1460만 유효 화소를 가진 CMOS센서를 탑재하였으며, HD 동영상 촬영이 가능하다. 경쟁 모델로는 캐논 7D와, 니콘의 D7000, 소니의 a700 등이 있다.

## 사진

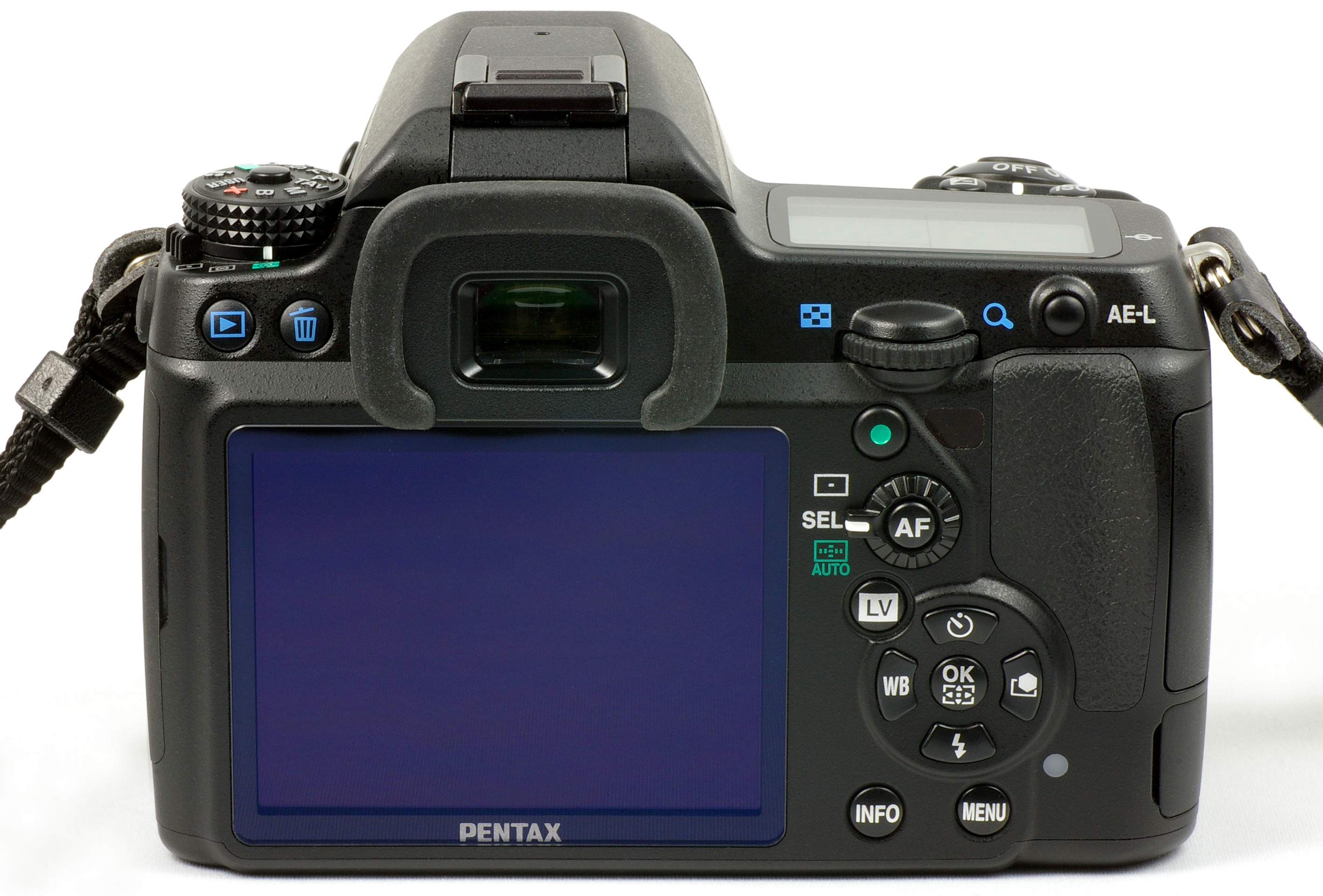
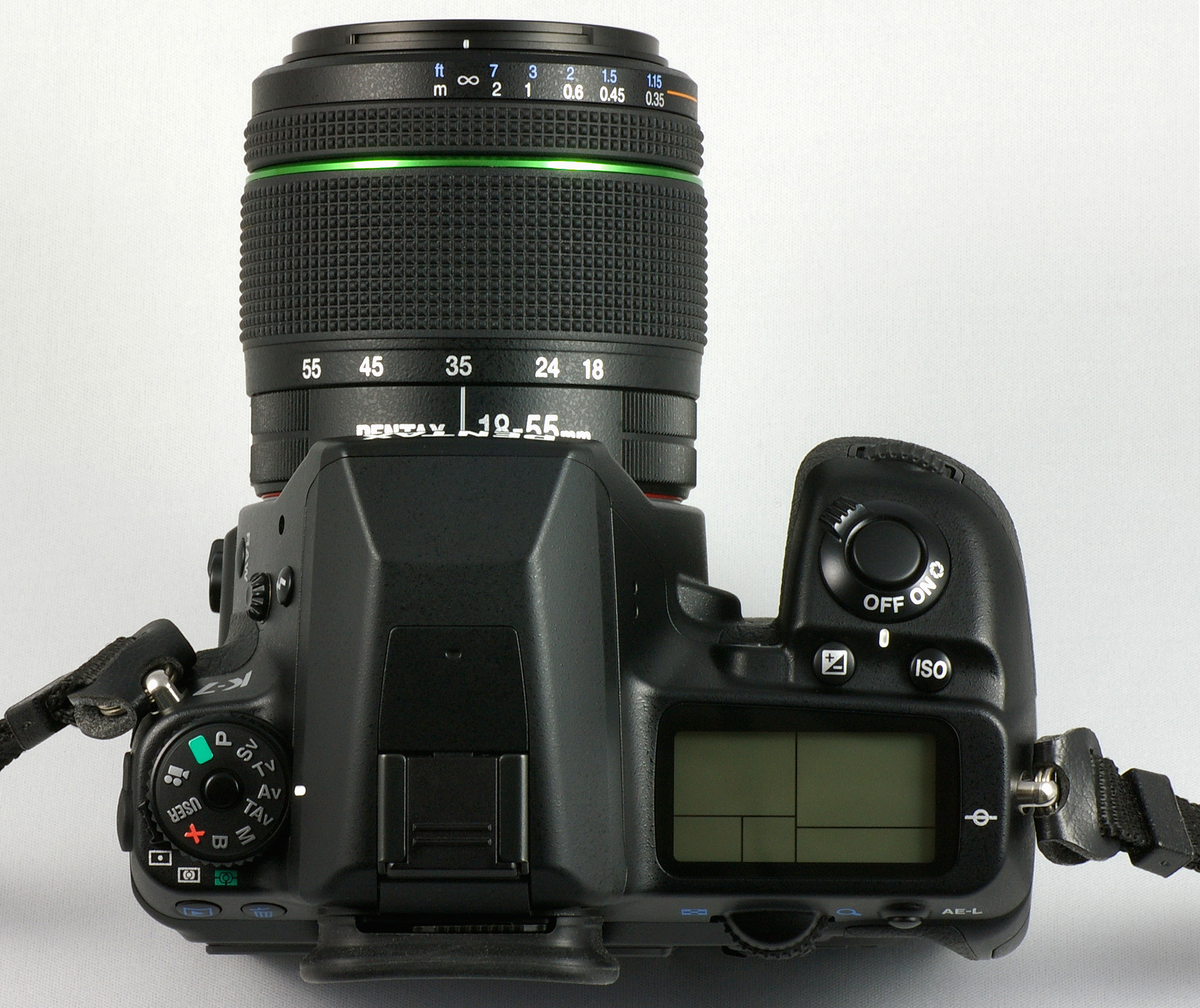
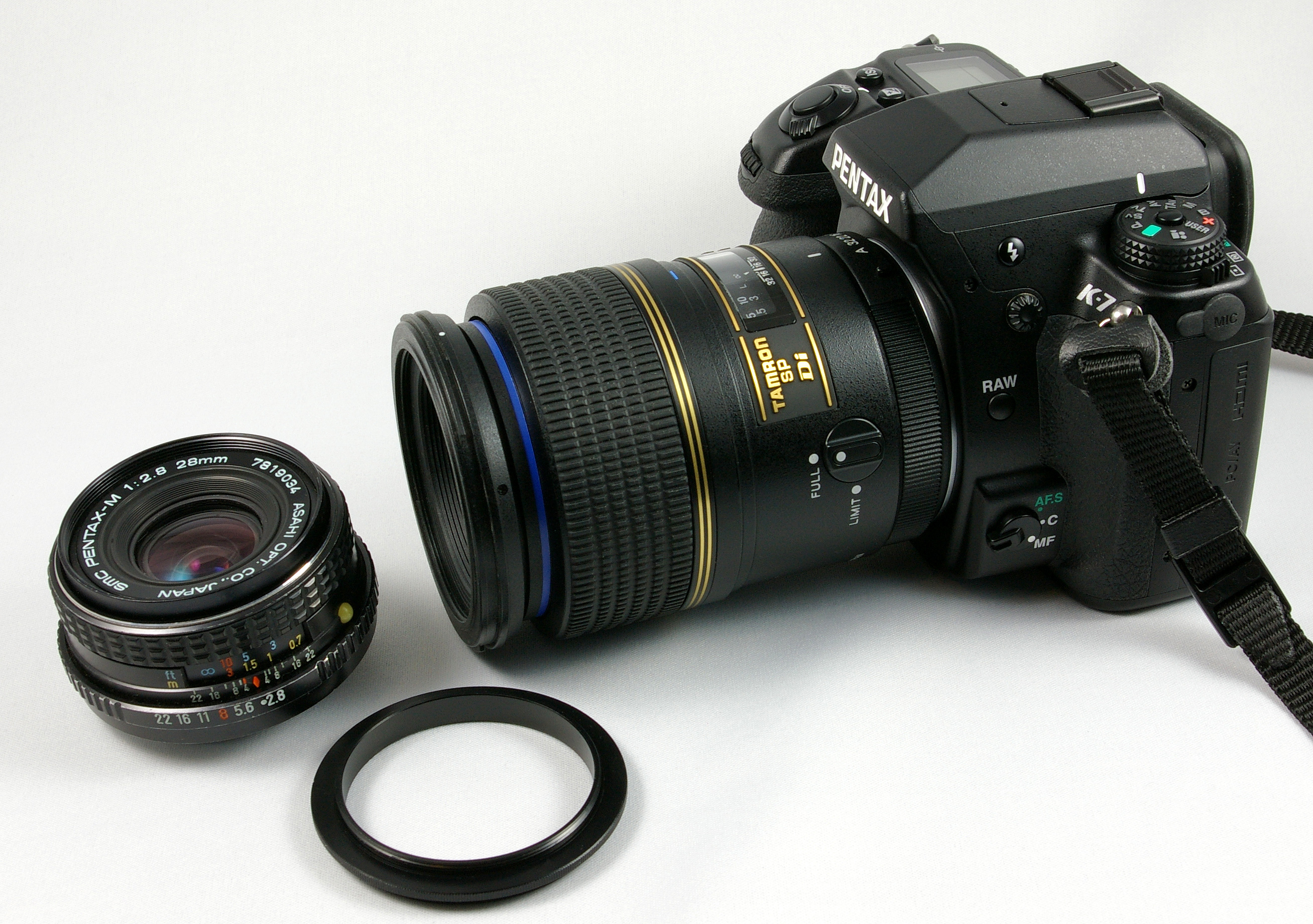
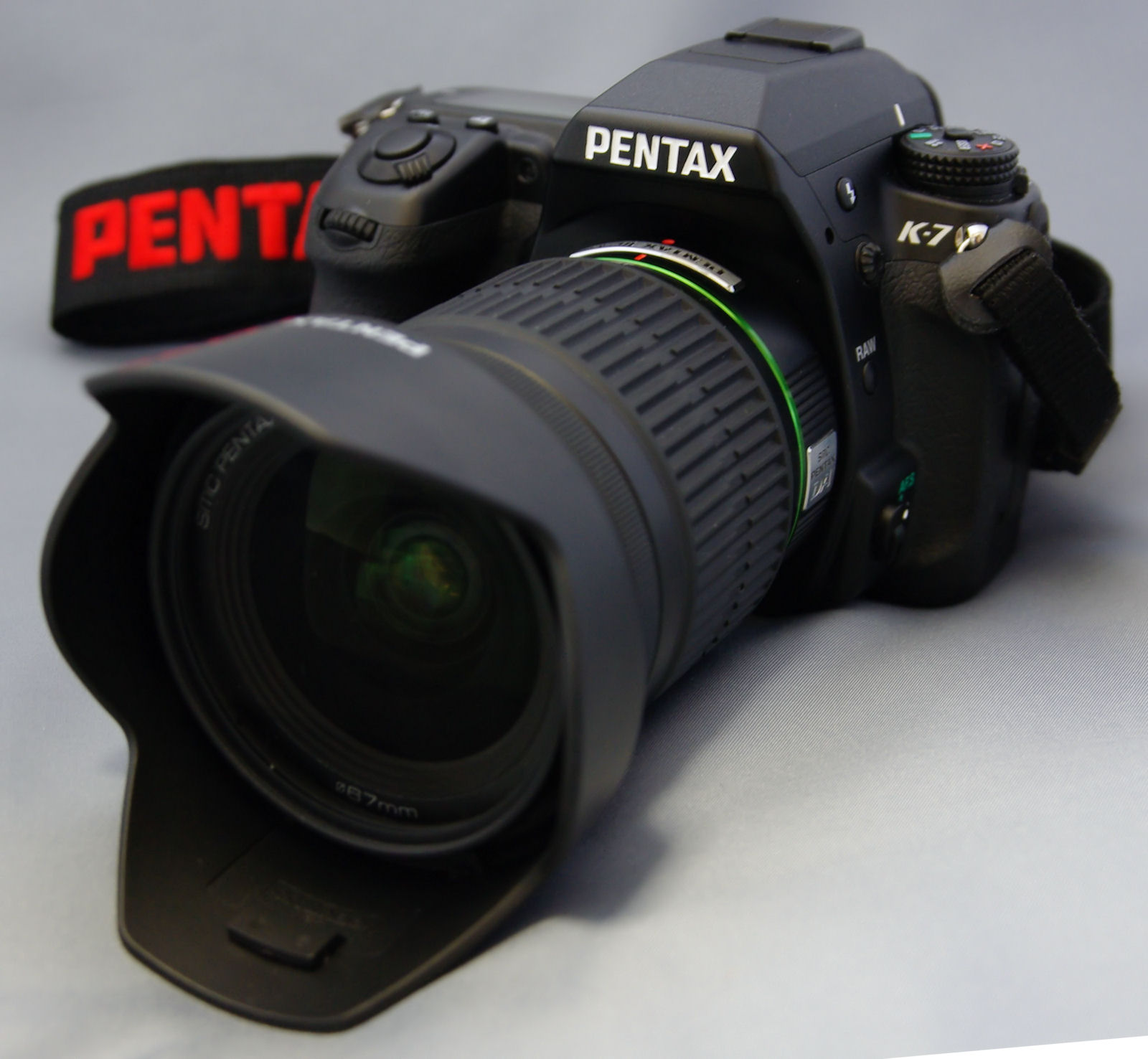
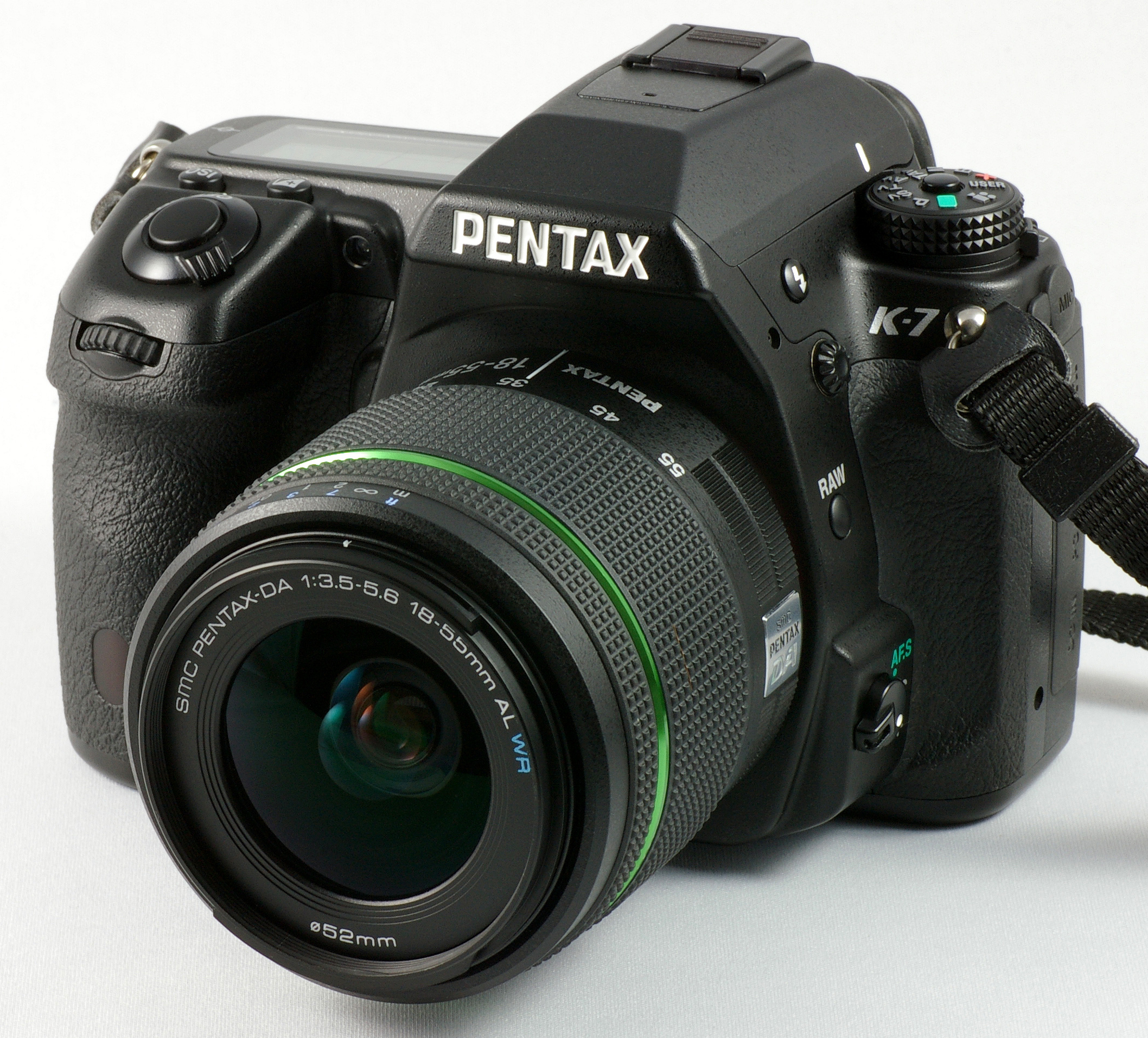